# Earnest Brown IV
Earnest Brown IV (Aubrey, 8 gennaio 1999) è un giocatore di football americano statunitense che milita nel ruolo di defensive end per i Tampa Bay Buccaneers della National Football League (NFL).

## Carriera

### Los Angeles Rams
Brown al college giocò a football all'Università Northwestern. Fu scelto nel corso del quinto giro (174º assoluto) nel Draft NFL 2021 dai Los Angeles Rams. Fu svincolato il 31 agosto 2021 e rifirmò con la squadra di allenamento il giorno successivo. Nella sua stagione da rookie, conclusa dai Rams con la vittoria del Super Bowl LVI contro i Cincinnati Bengals, non disputò alcuna partita.
Il 15 febbraio 2022, Brown firmò un contratto da riserva con i Rams. Fu svincolato il 30 agosto 2022 e rifirmò con la squadra di allenamento il giorno successivo. Fu promosso nel roster attivo il 24 dicembre e chiuse la sua seconda stagione con 5 presenze, di cui 3 come titolare, e 9 tackle.

### San Francisco 49ers
Il 15 febbraio 2024 Brown firmò con i San Francisco 49ers. Fu svincolato il 14 maggio.

### Tampa Bay Buccaneers
Il 22 maggio 2024 Brown firmò con i Tampa Bay Buccaneers. Fu inserito in lista infortunati il 6 settembre.

## Palmarès
- Super Bowl : 1

Los Angeles Rams: LVI
- National Football Conference Championship: 1

Los Angeles Rams: 2021